# Santa María Nativitas kommun
Santa María Nativitas är en kommun i Mexiko.   Den ligger i delstaten Oaxaca, i den sydöstra delen av landet, 270 km sydost om huvudstaden Mexico City. Antalet invånare är 197.
Följande samhällen finns i Santa María Nativitas:
- San José Monte Verde